# Sugihan (Tengaran)
Sugihan is een bestuurslaag in het regentschap Semarang van de provincie Midden-Java, Indonesië. Sugihan telt 4045 inwoners (volkstelling 2010).